# Anisia di Tessalonica
Anisia (Tessalonica, 284 circa – Tessalonica, 304) è stata una santa greca, venerata come vergine e martire dalla Chiesa cattolica e dalla Chiesa ortodossa.

## Agiografia
Stando alla tradizione, Anisia era nata in una nobile famiglia cristiana nell'odierna Salonicco e fece voto di castità e povertà durante la giovinezza. Fermata da un soldato romano mentre andava a messa, Anisia si dichiarò cristiana; il centurione la colpì e decise di trascinarla al tempio più vicino affinché sacrificasse agli dei, ma quando le strappò dal capo il velo – simbolo del suo voto di castità – Anisia gli sputò in faccia e il militare la uccise.